# Óscar Diego Gestido
 (juillet 2017).
Si vous disposez d'ouvrages ou d'articles de référence ou si vous connaissez des sites web de qualité traitant du thème abordé ici, merci de compléter l'article en donnant les références utiles à sa vérifiabilité et en les liant à la section « Notes et références ».
Óscar Diego Gestido (né à Montevideo le 28 novembre 1901 et mort dans la même ville le 6 décembre 1967) est un militaire et 27e président constitutionnellement élu uruguayen.

## Biographie
Gestido fait d'abord carrière dans l'armée de l'air et termine au grade de général de cette armée.
Alors que depuis quinze ans, le pouvoir était détenu par le Conseil national du gouvernement de neuf personnes, en 1966, les deux partis politiques majoritaires acceptent de revenir à un système présidentiel pour les élections qui se déroulent cette même année. Gestido est donc élu président de l'Uruguay en novembre 1966 et prend ses fonctions le 1er mars 1967.

La situation du pays devient critique puisque de graves problèmes d'inflation, de grèves et une hausse importante du nombre de chômeurs le secoue. Il suscite tout d'abord l'enthousiasme puisque le peuple pense alors que la prospérité économique va revenir, mais le marasme économique dans lequel l'Uruguay avait sombré empêche toute action efficace.

Pour faire face, il est obligé de dévaluer le peso et déclare une forme limitée de la loi martiale afin de mieux contrôler les échanges économiques. À la suite de l'adoption de cette loi, cinq ministres démissionnent et une remarque acerbe de l'un d'entre eux révèle la tension qui entoure ce président à tel point que ce dernier le provoque en duel armé. Duel qui n'eut jamais lieu.

Les mesures économiques prises par Gestido ne permettent pas de sortir l'Uruguay de son inertie et le président meurt d'une crise cardiaque en décembre 1967, ce qui amplifie encore l'instabilité politique. 
Il a pour frère Alvaro Gestido, double médaillé olympique en 1924 et en 1928 et champion du monde de football en 1930 avec l'Uruguay.